# Szalay Alfréd
Szalay Alfréd Imre (Győr, 1823. október 13. – Fonyód, 1903. július 18.) teológiai doktor, ciszterci rendi perjel.

## Élete
A rendbe lépett 1842. szeptember 22-én, pappá szentelték 1847. augusztus 24-én, 1847-48-ban a bécsi papnevelő-intézetben volt; 1848-49-ben esztergári lelkész, 1849-50-ben gimnáziumi tanár Székesfejérvárt, 1850-51-ben egyetemi hallgató Bécsben, 1851-52-ben Zircen újoncmester és tanár, 1852-59-ben gimnáziumi tanár Egerben, 1859-65-ben újoncmester és tanár Zircen, 1865-84-ben főgimnáziumi igazgató és házfőnök Pécsett, 1884-87-ben lelkész Polányban, 1887-től zirci perjel. A hittudományokból 1852-ben doktori oklevelet szerzett.
Cikkei a Religióban (1851. Valamit a zircziekről); az egri kath. főgymnasium Programmjában (1855. Igénytelen terv a latin nyelv sikeresb kezelésére); A pécsi cziszterczi-rendi főgymnasium Értesítőjében. (1867. A cziszterczi rend pécsi kath. főgymnasiuma és társháza, 1868. Az 1867-68. tanévben megkezdett középtanodai reformok indokai és eredménye, 1869. A t. szülőknek és azok helyetteseinek, 1872. Igazgatói szó a t. szülőkhöz, 1875. A hiterkölcstan a középtanodákban, 1876. A jellem és jellemtelenség kapcsolatban a neveléssel, 1877. A szülő és a gyermek, 1878. Az iskolák sikere, 1879. Az igazi ker. kath. nevelés, 1880. A gymnasiumok és ipariskolák, 1882. Gondolatok Cantu Caesar világtörténelmének utolsó szakaszaiból, 1883. A szülő és a tanférfiú, 1884. A szépről); a Magyar Államban (1869. ápr. A tanintézetek autonomiája); a Pécsi Lapokban (1869. 20-22. sz. Egyéni nézetek a m. kir. oktatási miniszter úr által eddig létesített és ujonnan javaslatba tett középtanodai reformok fölött).

## Munkája
- Zászlószentelési beszéd, melyet a pécsi kath. főgymnasium díszlobogója fölszentelése alkalmával 1868. jún. 10. a pécsbelvárosi plébánia-templomban tartott. Pécs, 1868.